# Ehud Necer
Ehud Necer (hebrejsky אהוד נצר‎; 13. května 1934, Jeruzalém – 28. října 2010, Jeruzalém) byl izraelský archeolog a emeritní profesor na Institutu archeologie při Hebrejské univerzitě v Jeruzalémě.

## Biografie
Narodil se roku 1934 v Jeruzalémě. Roku 1958 vystudoval architekturu na Technionu a v 60. letech pracoval jako architekt při vykopávkách Masady pod vedením Jigaela Jadina. Po roce 1967 spolupracoval na obnově čtvrtí Jemin Moše, Miškenot Ša'ananim a Židovské čtvrti. Roku 1978 složil doktorát z archeologie na Hebrejské univerzitě (téma jeho práce byly Herodovy paláce v Herodeonu a u Jericha). Od roku 1981 na univerzitě přednášel a od roku 1990 tu byl profesorem.
V letech 1985–1993 vedl vykopávky města Cipori. Zároveň i v Banjasu, Cesareji a na pevnosti Kypros, v Jerichu a na Kypru.
Již od roku 1972 prováděl výzkum Herodeonu.
Byl expertem na herodiánskou architekturu a vedl tým archeologů, který v roce 2007 ohlásil nález hrobky Heroda Velikého v Herodionu jižně od Jeruzaléma. V roce 2008 ohlásil nález hrobky Herodovy manželky a snachy během vykopávek poblíž Jeruzaléma.
Zemřel v Jeruzalémě na následky pracovního úrazu (pádu) při vykopávkách Herodeonu.